# Sjörövarflagga med dödskalle och korslagda svärd

Calico Jack-dödskalleflagga.

Sjörövarflagga med dödskalle och korslagda svärd är en modern påhittad variant av sjöröveriets dödskalleflagga vars motiv utgörs av en dödskalle ovan korsade svärd (sablar). 
I populärkultur namnges flaggan ofta efter 1700-talssjörövaren John Rackham (även känd under det moderna smeknamnet Calico Jack) som i modern tid blivit känd för att ha flygit den på sitt flaggskepp, vilket härstammar från författaren Hans Leips bok Bordbuch des Satans från 1959. Utformningen kommer snarare från sjörövaren Bartholomew Roberts dödskalleflagga, vilken sas från två separata ögonvittnen bära en "dödskalle tillsammans med en sabel eller bredvid en svärdsarm på ett svart fält".
Flaggan förekommer utbrett inom modern piratmedia, även om den inte är historisk. Den utgjorde bland annat örlogsflagga för sjörövarskeppet Svarta Pärlan i filmserien Pirates of the carrabian.